# 房相一和
房相一和（ぼうそういちわ）とは、天正5年（1577年）に締結された安房里見氏と相模北条氏との間の同盟。ただし、当時の呼称は「相房御和睦」であり、「房相一和」は後世の呼び方である。
通説では2年後の里見・北条両氏間の婚姻関係終了にともなって破綻したとされているが、国分（領土分割協定）としては天正18年（1590年）の小田原征伐（小田原合戦）による北条氏没落まで存続したとする説もある。

## 前史
北条氏と房総半島との関わりを示す最古の記録は、永正13年（1516年）に北条早雲（伊勢盛時）が、真里谷城の武田氏と小弓城の原氏との争いに関与して上総国に攻め込んだのが最初とされている（「藻原寺文書」）。この年は北条氏が三浦氏を滅ぼして三浦半島を制圧し、東京湾（内海/江戸湾）を挟んで房総半島と対峙するようになった年でもあった。一方、里見氏では里見義通・義豊親子が当主として安房国を平定した時期に相当し、永正12年（1515年）には義通の弟の実堯を妙本寺に配置して、ここを本拠として上総国に進出を開始していた。両者の勢力圏が重なり合うようになったのは、上杉氏の城であった武蔵国江戸城が北条氏に占領され、同氏による東京湾支配の動きが活発化してからのことと考えられている。
その後、下総国における古河公方と小弓公方の争いに関わる形で里見・北条両氏が軍事衝突を行うようになる。代表的なものとしては、大永6年（1526年）の里見義豊の品川・鎌倉攻撃、そして里見・北条両氏が2度にわたって激突した国府台合戦などが挙げられる。ただし、両氏の勢力は海上においては隣接していたものの、陸上においては下総の千葉氏・上総の武田氏（真里谷氏）が依然として存在して緩衝地帯のような役割を果たしており、両氏の勢力が直接衝突するようになったのは、千葉氏が北条氏の影響下に置かれ、武田氏（真里谷氏）が没落して里見氏がその領国に進出した天文22年（1553年）以後のことである。北条氏康によって里見義堯・義弘親子が本拠としていた上総国金谷城・佐貫城が奪われて久留里城も包囲されるなど、北条氏優位に展開していったが、里見義堯は関東管領上杉謙信と同盟を結んでその支援を受け、また北条氏康が推す古河公方足利義氏に対抗してその兄である足利藤氏を擁立するなど激しく争った。特に永禄10年（1567年）に行われた三船山合戦において里見義堯が北条氏政を破って里見氏が反撃を開始したことは、早雲以来大きな敗戦をせず勢力拡大を続けてきた北条氏にとって、当主が率いた主力の大敗による初の勢力圏縮小という大事件となった。

## 房相一和

### 背景
ところが、永禄12年（1569年）になって北条氏政と上杉謙信の間で越相同盟が締結されると、里見氏は上杉氏の支援を失い苦境に立たされることになる。対抗策であった武田信玄との甲房同盟も実質的には大きな影響力はなかった。続いて、天正2年（1574年）6月には40年にわたって里見氏を率いていた里見義堯が死去、閏11月には関東の反北条勢力にとっては象徴的な存在となっていた下総関宿城が北条氏により陥落した（関宿合戦）。関宿合戦後に武田勝頼が甲房同盟を名目に仲裁に乗り出し、里見・北条・佐竹の三氏間の停戦が実現するが、天正3年（1575年）5月の長篠の戦いで武田氏が大敗し、武田勝頼も対織田氏・徳川氏戦に専念せざるを得なくなったために関東地方における武田氏の発言力が大幅に低下し、甲房同盟およびこれに裏付けられた停戦は崩壊した。更に天正4年（1576年）5月には上杉謙信も織田信長によって京都を追放された将軍足利義昭の要請を受けて、毛利氏・本願寺と連携して織田氏との対決に動き始めて関東地方に対する上杉氏の関与が大幅に低下することになる。
こうした状況の中で、北条氏政は里見氏に対して攻勢をかけ、酒井氏・土岐氏を傘下に置くと、更に南下して上総安房国境まで迫る勢いをみせた。そうした中で両者の間で和議の動きが現れるようになり、北条氏側の松田憲秀と里見氏側の正木頼忠（左近大夫）間で交渉が行われ（『関八州古戦録』）、天正5年（1577年）7月頃に両者の間で和約が成立した。また、この頃北条氏についていた上総の鋳物師である野中氏が仲裁に関与したとする伝承もある。

### 内容
まず、里見氏と北条氏の間で国分（領土協定）が締結された。その範囲は当時の関東地方の慣例に倣って国郡ではなく領単位で定められたとみられるが、具体的な内容は判明していない。ただ、その後の命令文書の適用範囲から小櫃川と一宮川が境界とされたことは確実であり、両河川が流れていない上総中央部では真里谷・高滝は里見氏、池和田は北条氏の勢力圏とされたと考えられている。また、里見氏の金谷城や北条氏の浦賀城など最前線の拠点とされていた城のいくつかが廃された。更に北条氏政の娘（龍寿院）が義弘の弟とも庶長子ともされる里見義頼に嫁ぐことによって両氏は同盟関係に入ることになった。

### 影響
この和約は里見氏の劣勢という状況下で結ばれ、下総及び北上総の勢力圏喪失を意味するものであった。このため、里見義弘に「遺恨深重」 と嘆かせる程であった。更に氏政の娘と義頼の婚姻は一見すると、北条氏の娘を人質に取った形式にはなっていたものの、実はこの当時義弘没後の家督や所領を巡って、義弘・義頼の関係は冷え切っていたとも言われており、そこに北条氏の介入の可能性を生むことになった（勿論、この関係悪化が里見氏を和約に向かわせた背景の1つにあった可能性がある）。
一方、里見氏の本国である安房を目前として北条氏が和約に応じた背景としては、その地理的条件の問題があったとされる。天正期に作成された関東諸大名の動員兵力に関する資料（「関東八州諸城覚書」）によれば、北条氏の動員可能兵力が2万6千騎弱であったのに対して、里見氏のそれは3千騎に過ぎなかった。だが、北条氏は北に上杉氏、北東に佐竹氏・結城氏などの敵対勢力を抱えており、その勢力の全てを里見氏に向ける事は不可能であったし、その中にも実際には和約成立当時には完全に従属していたとは言えない千葉氏（宗家は3千騎、他に原氏・高城氏などを含めて7千200騎）など北条氏非直轄の兵力を多数含んでいた。そうした中で北条氏も里見氏を直ちに攻め滅ぼせる状況下にはなく、佐竹氏などとの戦いに専念するという意味においても和約は歓迎される状況にあったと考えられている。
また、交通的条件を指摘する研究もある。今の東京湾とその周辺海域は冬から春先にかけては強風や波浪によって通常の海上交通でも支障を来し、この時期の房総への出兵は兵員や兵站の輸送が困難であった（実際に旧暦の12月及び翌年1月に北条水軍が里見氏を攻撃するために房総に向かった事例はない）。一方の武蔵・下総国境地帯の隅田川や太日川下流域は夏から秋にかけては水量が多くて時には洪水の発生によって渡河が困難となり、陸上交通に支障を来していた。つまり、北条氏が里見氏に対して一時的に優位が保てても、輸送の問題から年をまたぐような長期戦の展開が困難であったことも北条氏が里見氏を攻め滅ぼすことを困難にしていたと考えられ、和約を促す要因になったと考えられている。
そして、長年の戦争に苦しめられてきた房総の人々にとってはこの和約は歓迎されるものであった。里見氏の顧問的な存在であった妙本寺の日我は天正8年（1580年）11月に著した手紙の中でここ数年戦争と飢饉によって万人が苦しんでいたが、東京湾の「向地」が「味方」になったことで平和になったと高く評価している。また、湾内の村々では、里見氏と北条氏の間で半手が行われ、時にはそれが認められずに両氏から二重の賦課を受ける場合もあったが、国分によってそれが解消された。更にこの地域で出されていた軍勢による濫妨狼藉を禁じる禁制・制札もほとんど見られなくなっている。これらの事実は見えない海の「向地」からの脅威が取り除かれたことの影響の大きさを物語っている現象と言える。また、この平和が東京湾を通じた物資の流通（房総方面への米や織物などの生活必需品、相模・武蔵方面への材木や炭薪、鍋釜などの鋳物類など）が盛んになり、後の「船改め」の際に里見氏・北条氏を悩ませることになる。

## その後
房相一和成立後に起きた大きな事件として、天正6年（1578年）5月に発生した里見義弘の急死が挙げられる。義弘の没後、義頼と義弘の嫡男梅王丸との間で家督を巡る内乱が勃発したが、北条氏はこの争いに介入することは無く、氏政の娘婿である義頼が勝利するまで中立を保った。なお、氏政の娘で義頼の室であった龍寿院がこの戦いの最中の天正7年3月21日に没している。続いて、里見氏の重臣であった正木憲時が反乱を起こしている。この反乱の原因については、房相一和への不満説、梅王丸擁立派であったとする説、最初から自立を図っていたとする説などがある（勿論、単独原因とも限らない）が、里見氏の新当主になった義頼は龍寿院の死によって北条氏が再び里見氏との敵対行動を開始して憲時を唆したことを疑ったようである。義頼は松田憲秀に書状を送ってこの争いは里見氏の内紛であり、北条氏の関与は不要であることを伝える一方で、佐竹義重とも連絡を取って万が一北条氏が介入してきた場合の助力を求めている。その結果、北条氏はこの戦いの間も中立を保ち、憲時の滅亡とともに里見氏の領国支配は再び安定を回復させたのである。
ここで注目されるのは、従来（大野太平「房総里見氏の研究」）から言われてきた龍寿院の没後（婚姻関係の終焉）をもって同盟関係が直ちに崩壊した訳ではなく、北条氏が最後まで里見氏の内紛に対して中立を貫いたことである。そして、時代が下り小田原征伐によって北条氏が豊臣政権によって没落させられるまで、里見氏と北条氏の間に直接的な戦いが発生せず、房相一和で設定された勢力圏が維持されたことである。すなわち、房相一和は不安定な状況ではあったものの、曲がりなりにも小田原征伐までの13年間にわたって維持されたと考えられている。
勿論、両氏の間に全く戦いが無かった訳ではない。例えば、国分によって里見氏の勢力下に置かれた筈の上総土岐氏は房相一和の時期中も一貫して北条氏の傘下として行動し、天正16年（1588年）以後、里見側の正木頼忠と2年にわたって土岐氏の万喜城周辺にて争いを続けている。その正木頼忠も天正11年（1583年）頃に北条氏から離反を勧められている（「正木文書」）。一方、里見氏側も何もしなかった訳ではなかった。すなわち、織田信長の家臣滝川一益が上野国に進出すると、義頼は直ちに一益に使者を送り、織田政権に従う意向を示している。また、信長の死後に北条氏政と徳川家康の間で発生した天正壬午の乱では北条氏に援軍を送る一方で、その状況を佐竹義重に通報している。ところが、天正12年（1584年）に北条氏政と佐竹義重率いる関東諸大名の連合軍による沼尻の合戦では、直接の記述は無いものの房州の兵が北条方に加わったとする記述（「歴代古案」）があり、里見氏が北条方で参戦した可能性が指摘されている。そして、天正13年（1585年）に里見義康が当主となると、北条氏が祝儀の使者を派遣して里見氏も返礼を送っている。だが、この時期より北条氏・里見氏双方ともに相手方の「船改め」（船舶の臨検）を強化する動きに出るようになる。この時期になると、里見氏の外交は北条氏への従属を強めながら、豊臣政権・佐竹氏による反北条氏連合とも一定の関係を保つことで北条氏からの警戒を受けるという矛盾した路線を採るようになっていった。なお、天正16年（1588年）に惣無事令に関連して出された豊臣政権の国分は、房相一和の追認とも言える内容であった。
そして、その矛盾が一気に露呈したのが、天正18年（1590年）に発生した小田原征伐であった。この戦いの結果、里見氏は旧来においては「遅参」によって豊臣政権によって上総を没収されたとされ、近年ではこれを否定して小弓公方・足利義明の遺児頼淳を擁して三浦半島へ渡海進軍し、鎌倉公方家再興を標榜し独自の禁制を発したことが、私戦を禁じた惣無事令違反に問われたと説が有力になっている。ただし、「遅参」の内容が房相一和を理由とした北条氏討伐参加への消極的な姿勢を示しているとすれば、旧説も全く的外れとは言えない可能性もある。
小田原征伐による北条氏の没落と豊臣政権による里見氏に対する上総南部の没収、上総一国を含む旧北条氏支配地域の大半が新領主の徳川家康に与えられたことによって里見氏・北条氏の双方の合意に基づく房相一和に基づく国分は解体され、統一政権（豊臣政権）による新たな国分が導入されることになった。